# Juncus polycephalus
Juncus polycephalus là một loài thực vật có hoa trong họ Juncaceae. Loài này được Michx. mô tả khoa học đầu tiên năm 1803.